# Milan Lazarević
Milan Lazarević, född den 11 juli 1948 i Belgrad, Serbien, är en jugoslavisk handbollsspelare.
Han tog OS-guld i herrarnas turnering i samband med de olympiska handbollstävlingarna 1972 i München.